# Каракульмяк (Аргаяшский район)
Каракульмяк — посёлок в Аргаяшском районе Челябинской области России. Входит в состав Аязгуловского сельского поселения.
Поселок основан в 1956 при молочнотоварной ферме № 4 колхоза имени Куйбышева. 

## География
Расположен в центральной части района, на берегу озера Каракульмяк (отсюда название). Посёлок расположен в 2 км северо-западнее районного центра с. Аргаяш.

## Население
| 2002 | 2010 |
| ---- | ---- |
| 7    | ↘6   |

(в 1970 — 17, в 1983 — 7, в 1995 — 6)

## Улицы
- Фермерская улица